# Rue Duroc (Paris)
Pour les articles homonymes, voir Rue Duroc.
La rue Duroc est une voie du 7e arrondissement de Paris, en France.

## Situation et accès
La rue Duroc est une voie publique située dans le 7e arrondissement de Paris. Elle débute au 52, boulevard des Invalides et se termine au 3, place de Breteuil.

## Origine du nom

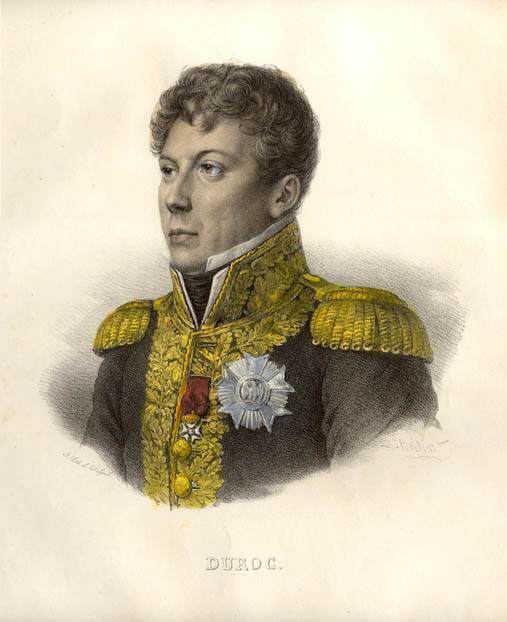
Duroc.

Le nom de la rue rend hommage à Géraud Christophe Michel Duroc (1772-1813), grand maréchal du palais de Napoléon Ier.

## Historique
La voie est ouverte au sein d'un lotissement créé par Alexandre-Théodore Brongniart et autorisé par un arrêté du conseil du 30 juin 1790. Le plan prévoit de tracer quatre rues dont trois plantées d'arbres : 
- la rue des Acacias (actuellement rue du Général-Bertrand) ;
- la rue Masseran (rue Masseran actuelle et rue Maurice-de-La-Sizeranne) ;
- la rue Neuve-Plumet (actuellement rue Éblé) ;
- la Petite-rue des Acacias (l'actuelle rue Duroc).

La « Petite-rue des Acacias » est à l'origine appelée « avenue Montmorin » en l'honneur de Armand Marc de Montmorin Saint-Hérem, ministre des Affaires étrangères sous Louis XVI et propriétaire de terrains situés à proximité de la rue nouvelle.
Elle est renommée « rue Duroc » par ordonnance du 17 septembre 1847.

## Bâtiments remarquables et lieux de mémoire
- No 2 (également 52, boulevard des Invalides et 11, rue Masseran) : ancien hôtel de Masseran, construit en 1787 par l’architecte Alexandre-Théodore Brongniart, dont on aperçoit les jardins du boulevard. L'écrivain Marcel Proust (1871-1922) y fait sa dernière sortie au début du mois d'octobre 1922[3].  Classé MH (1946)[4], l’hôtel est acheté en 1978 par Félix Houphouët-Boigny, premier président de la Côte-d'Ivoire, pour 60 millions de francs[5].
- No 9 : Association Valentin Haüy au service des aveugles et des malvoyants.
- No 13 : siège du Parti radical de gauche (PRG) jusqu'en 2017.
- No 57 (également boulevard des Invalides, rue de Sèvres et rue Maurice-de-La-Sizeranne) : Institut national des jeunes aveugles. Façades et toitures ; décor intérieur de la chapelle.

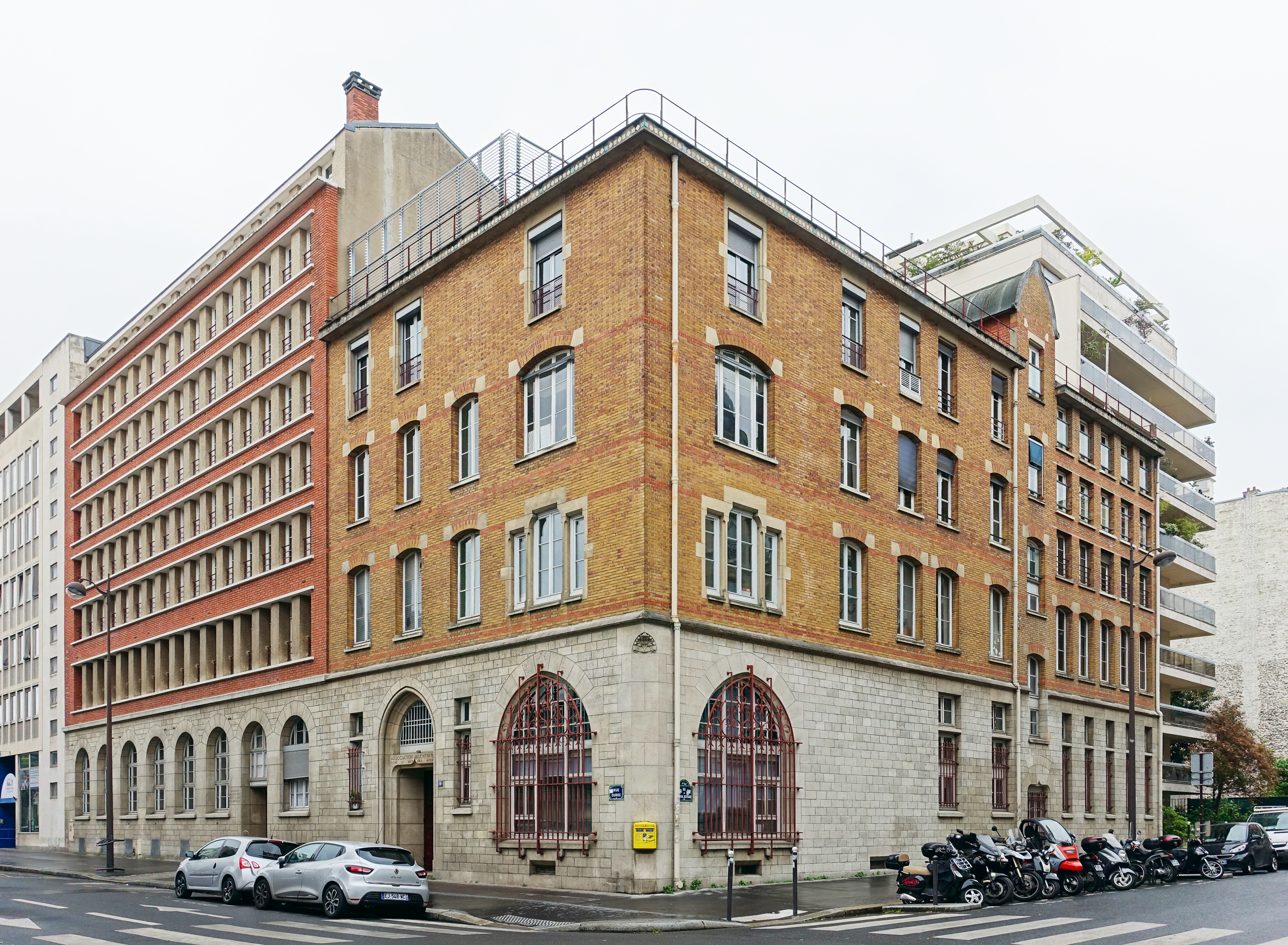
Association Valentin Haüy.
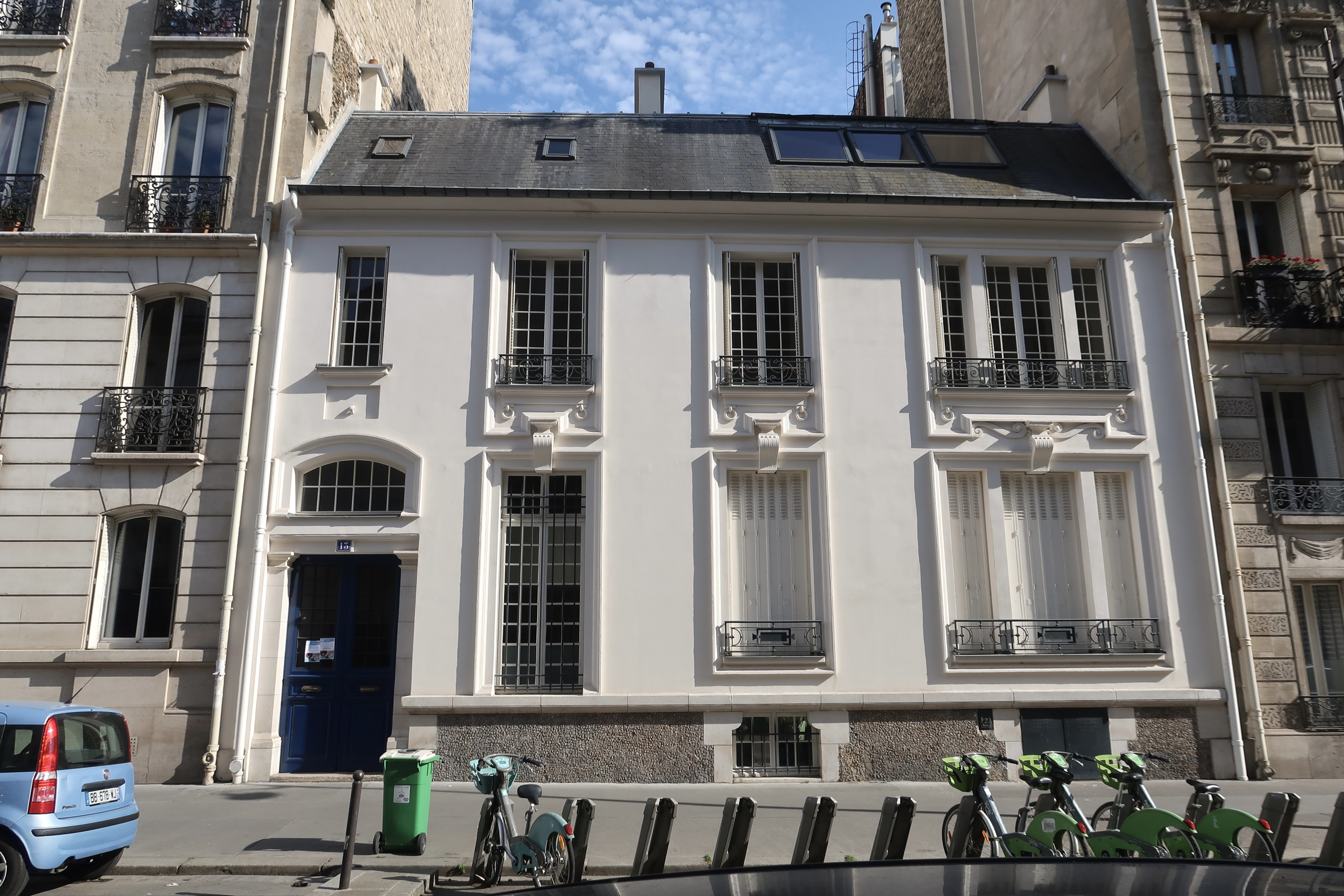
No 13.